# Knochenturm

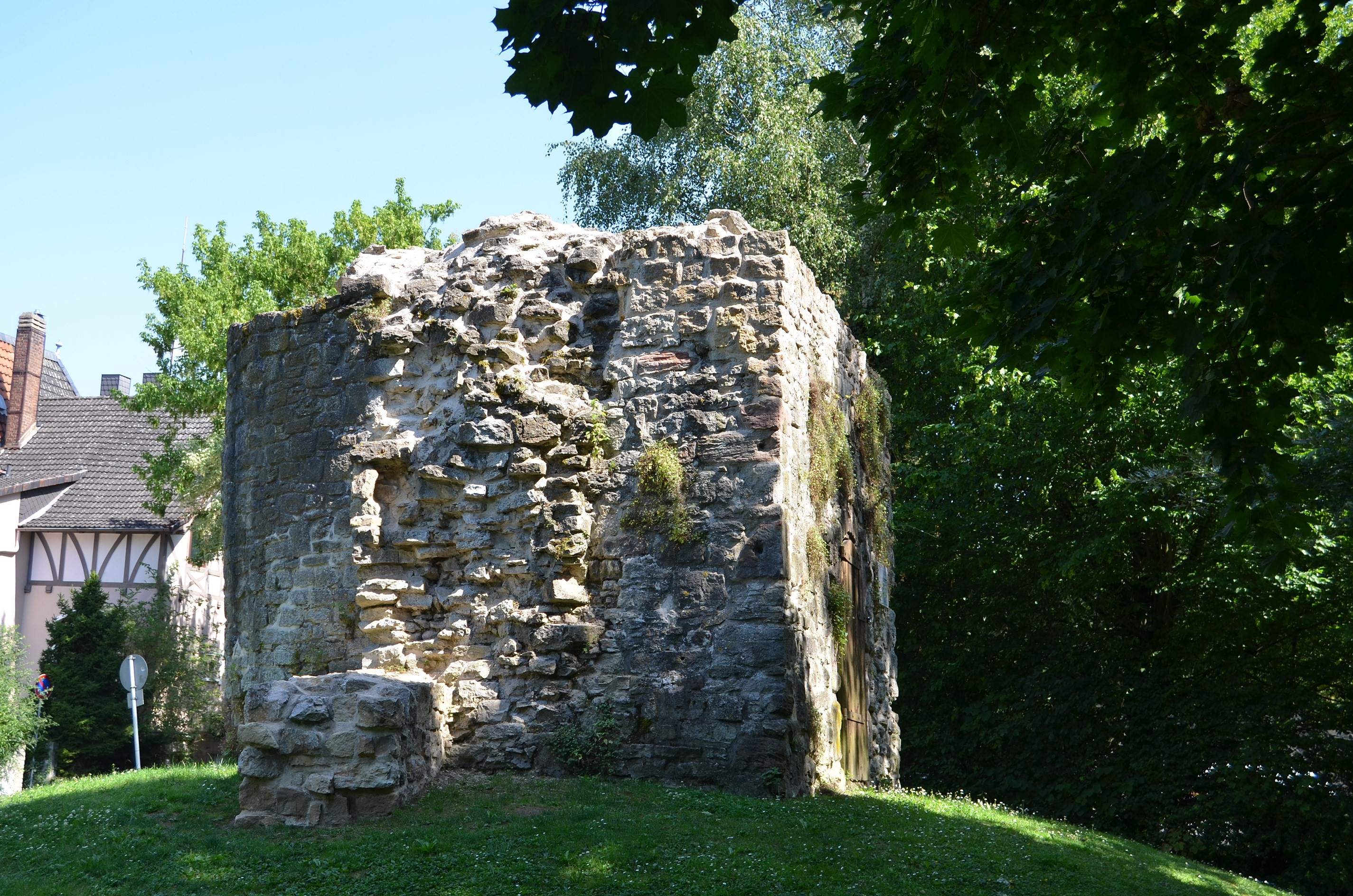
Ruine des Knochenturms (2013)

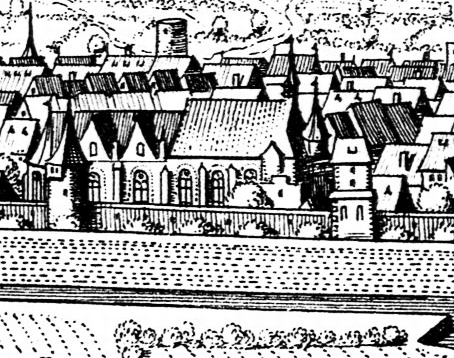
Der Knochenturm links vor der Münsterkirche auf einem alten Stich

Der Knochenturm ist ein Turmrest der ehemaligen mittelalterlichen Stadtbefestigung von Einbeck. Er steht wenige Meter nördlich der Münsterkirche.

## Beschreibung
Der Turm wurde als Pulverturm vermutlich Anfang des 15. Jahrhunderts im Zuge der Erweiterung der Stadtbefestigung errichtet. Er ist vergleichbar mit dem noch gut erhaltenen Pulverturm am Sonnenhaken, der 1405 bis 1407 zweigeschossig erbaut wurde. Der Knochenturm ist 4,85 Meter breit und fünf Meter tief. Der Grundriss ist abgerundet, mit einer geraden Seite zur Stadt hin. Die etwa 1,50 Meter breite Stadtmauer schloss sich in westlicher und östlicher Richtung an. Ein Inventarverzeichnis aus dem Jahr 1756 belegt, dass im Unter- und Obergeschoss des Turms Pulverfässer gelagert wurden.
Um 1890 wurden beim Bau der angrenzenden Stiftstraße über die geschleiften Befestigungsanlagen und Teile des Stiftsfriedhofs hinweg viele Knochen gefunden. Da diese in der Turmruine als Beinhaus zwischengelagert wurden, wird er seitdem im Volksmund als Knochenturm bezeichnet. Bei stadtarchäologisch begleiteten Sanierungsarbeiten im Jahr 2010 wurde im Inneren die 1,50 Meter hohe Verfüllung abgetragen und knapp zwei Meter tief gegraben. Es fand sich eine große Feuerstelle mit darüber liegendem Bodenbelag aus dem 17. oder 18. Jahrhundert. Weiterhin ergaben sich Hinweise, dass das Dach mit Schieferplatten gedeckt war.